# Diogo Kopke
Diogo Kopke, eigentlich Diogo Köpke, (* 1808 in Porto, Portugal; † 25. Februar 1844 ebenda) war ein portugiesischer Publizist, Dozent, Journalist und Militär deutscher Abstammung. Weltliterarische Bedeutung erlangte er durch die Veröffentlichung des einzigen Reiseberichts eines Augenzeugen der ersten Indienfahrt von Vasco da Gama.

## Leben
Soweit sich Leben und Wirken rekonstruieren lassen, wurde Kopke als Nachfahre von Deutschen geboren, die in die Handelsstadt Porto gezogen waren. Zunächst war er als Militär tätig und brachte es bis zum Rang des Kapitäns der Artillerie.
Auch war er journalistisch tätig und schrieb für diverse Zeitschriften, so für Diario do Governo, Gazeta Medica do Porto, Museu Portuense.
Als Dozent für Mathematik war er in Porto an der Academica Politecnica do Porto tätig, was ihn auch nebenberuflich als Herausgeber von Fremdtexten tätig werden ließ. So publizierte er einen Text des früheren Vizekönigs von Indien, Dom João de Castro sowie des Mathematikers und Lyrikers José Anastácio da Cunha. Sehr große Bedeutung hat aber seine Publikation des Textes eines Alvaro Velho zugeschriebenen Textes der Fahrt von Vasco da Gama, dem einzigen überlieferten Text zu dieser Fahrt, von weltliterarischer Bedeutung. Oftmals schrieb er darüber lange Vor- oder Nachworte oder kommentierte Fassungen.
Er starb am 25. Februar 1844 in seiner Heimatstadt Porto. Kopke gehörte zur Portweindynastie der Kopkes.

## Werk (als Herausgeber, Auswahl)
- Carta Fisico matematica sobre a teoria da polvara em geral, e teoria do melhor comprimedo dos peços em particular, escritas por Jose Anastacio da Cunha em 1760, publiziert 1838.
- Roteiro da Viagens que descobrimento da India pelo Cabo da Boa Esperanca fe Dom Vasco da Gama 1497, publiziert 1838.
- Quadro geral da historia portuguesa, segundo os epocas de sua revolucoes nacionais, publiziert 1840.
- Primeiro roteiro da costa do India desde Goa ate Diu, narrando a viagem que fez vice-rei Dom Garcia de Noronha em socorro desta ultima cidade, por Dom Joao de Castro, publiziert 1843.
- Apartamentos arquelologias, publiziert 1849, posthum (er hatte es noch zusammengestellt, veröffentlichen konnte er es jedoch nicht mehr).